# Théâtra
 (décembre 2022).
Théâtra est un festival international de théâtre amateur de spectacles courts, créé en 1987 par le Comité des fêtes de la ville de Saint-Louis (Haut-Rhin) – Alsace (France). La ville de Saint-Louis en a assuré la continuité jusqu'en 2016.

## Appel aux troupes de théâtre amateur
Chaque année au printemps, était lancé un appel à candidature à toutes les compagnies internationales de théâtre amateur. 
La sélection des compagnies qui se produisaient au festival était effectuée sur dossier, en fonction des possibilités d'accueil technique dans les différentes salles, du répertoire interprété, de la volonté d'accueillir des troupes étrangères et d'un souhait de renouvellement des compagnies retenues.

## Déroulement
Le Festival Théâtra était annuel. Il était programmé le deuxième week-end d'octobre sur trois jours.
Une vingtaine de troupes était sélectionnée. Chaque troupe présentait son spectacle à 2 reprises.
Le festival étendait ses quartiers dans différentes salles de la ville et disposait d'un équipement technique professionnel. 
La durée des spectacles était de 15 à 45 minutes.

## Récompenses
Un jury composé de professionnels des arts et du spectacle, décernait 3 récompenses : le Louis d'Or, le Louis d'Argent et le Louis de Bronze.
Le public attribuait le prix du public parrainé par le quotidien les Dernières Nouvelles d'Alsace.

## Écriture théâtrale contemporaine: un axe fort
Une place prépondérante est accordée à l'écriture théâtrale contemporaine à travers la présence d'auteurs, d'éditeurs, de metteurs en scène, d'une librairie théâtrale, d'ateliers de lectures d'œuvres du répertoire contemporain. 

## Présidents du jury
- 1987 - Pierre Blondé
- 1988 - André Leroy
- 1989 - Pia Jung
- 1990 - André Balint
- 1991 - Armand Dreyfus
- 1992 - Pierre Kretz
- 1993 - André Bénichou
- 1994 - « Cette année, il n'y aura pas de président de jury au huitième THEATRA. Chacun des douze membres est responsable à part entière, ..., pour attribuer les différents prix »[1]
- 1995 - Jean-Claude Champesme
- 1996 - Philippe Berling
- 1997 - « Le jury ne sera pas présidé, l'écrivain prévu s'étant décommandé pour aller à Sarajevo. »[2]
- 1998 - Emile Lansman
- 1999 - Charles Joris
- 2000 - Pas de président
- 2001 - Emile Lansman
- 2002 - Michel Azama
- 2003 - Catherine Zambon
- 2004 - Monique Blin
- 2005 - Paul Emond
- 2006 - Philippe Berling
- 2007 - Noëlle Renaude
- 2008 - Monique Blin
- 2009 - Nino D'Introna
- 2010 - Claude Yersin
- 2011 - Michel Azama
- 2012 - Stanislas Cotton
- 2015 - Claire Rannou